# Soutok Úpy a Labe
Soutok Úpy a Labe je soutok řeky Úpa s veletokem Labe v geomorfologickém celku Východolabská tabule. Nachází se ve městě Jaroměř v okrese Náchod v Královéhradeckém kraji.

## Popis
Úpa, která je svým prameništěm ve výšce 1432 metrů nad mořem nejvýše pramenící českou řekou, má tok délky 78,2 km. Vlévá se do Labe zleva na jeho 1014,7 říčním kilometru. Samotný soutok se nachází na rozhraní jaroměřských městských částí Pražské předměstí a Jakubské předměstí a patří do povodí Labe a úmoří Severního moře. Nedaleko soutoku Úpy a Labe (směrem po proudu Labe) dosahuje řeka Labe svého nejvýchodnějšího bodu toku.

## Další informace
Soutok Úpy a Labe je celoročně volně přístupný a je u něj postaven turistický přístřešek s lavičkami. Kolem soutoku vede Labská cyklotrasa (2).

## Galerie

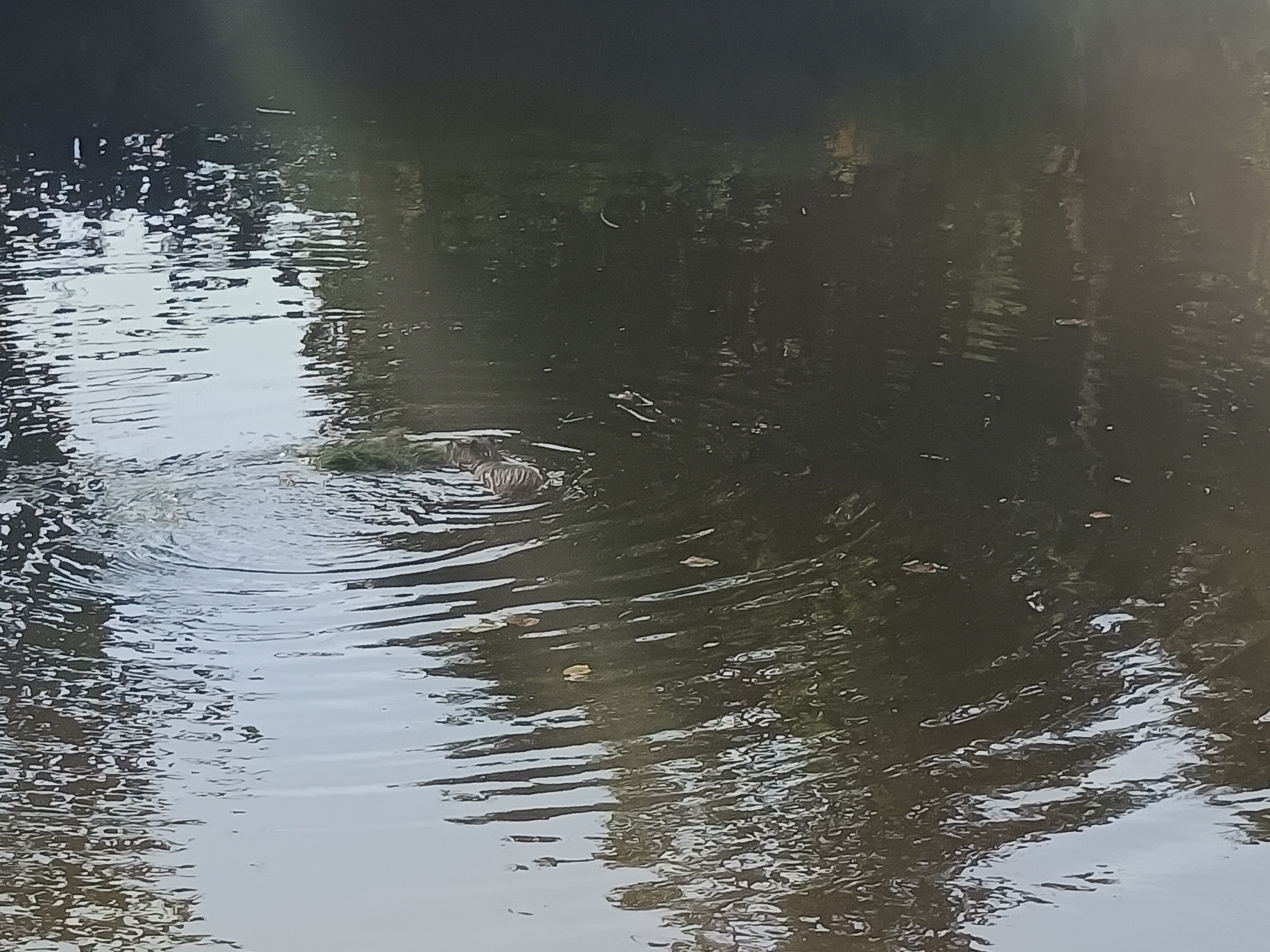
Nutrie u soutoku
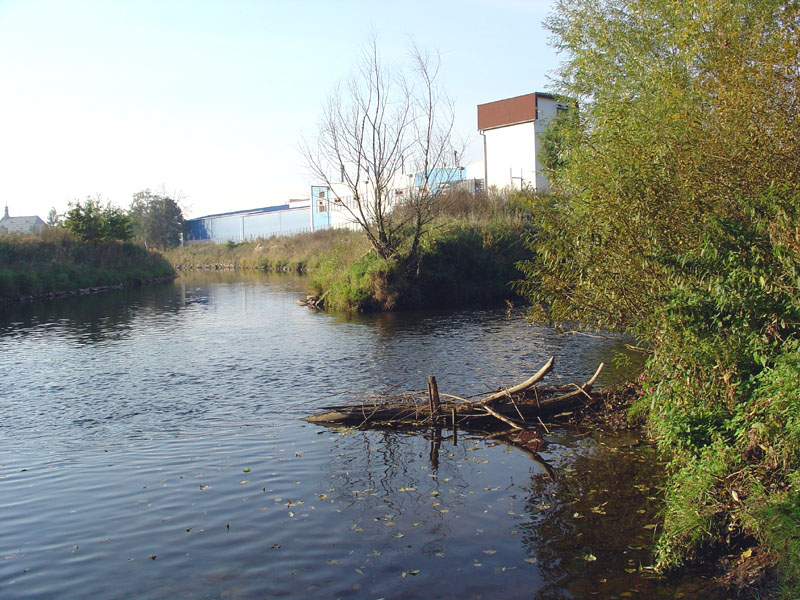
Soutok